# Waterboat Point
Waterboat är en udde i Antarktis. Den ligger i Västantarktis. Argentina, Chile och Storbritannien gör anspråk på området.
Terrängen inåt land är varierad. Havet är nära Waterboat åt nordväst. Trakten är glest befolkad. Närmaste befolkade plats är Gonzalez Videla Station, 0,04 kilometer nordost om Waterboat. 